# Нозе (Атлантическая Луара)
Нозе (фр. Nozay) — коммуна на западе Франции, находится в регионе Пеи-де-ла-Луар, департамент Атлантическая Луара, округ Шатобриан-Ансени, кантон Гемне-Панфао. Расположена в 38 км к северу от Нанта и в 61 км к югу от Ренна. Через территорию коммуны проходит национальная автомагистраль N137. 
Население (2017) — 4 150 человек.

## История
Раскопки на территории коммуны открыли свидетельства проживания людей здесь с доисторических времен. Эта земля принадлежала галльскому племени венетов, в галло-римские времена местные жители занимались добычей и обработкой оловянной и железной руды. В Раннем Средневековье здесь образовалась христианская община.
Первое упоминание о Нозе в документах относится к 1123 году. В то время приход принадлежал епископам Нанта. Впоследствии Нозе, как и многие другие земли, было передано местным сеньорам. До XVI века им владели сеньоры Нозе; при них в городе процветает купеческое сообщество. К концу XVII века в Нозе было построено несколько кожевенных и текстильных производств.
В 1882 году Луи Дави открыл в окрестностях Нозе новые залежи касситерита, являющегося главным источником получения олова. В 1920 году компания Société nantaise des minerais (SNMO) открыла шахту, которую она закрыла в 1926 году, затем снова открыла в 1952 году и окончательно закрыла в 1957 году. После 1900 года Нозе известен своими карьерами, из которых добывают сланец, называемый «голубой камень», а также железную и оловянную руду.

## Достопримечательности
- Шато Ла-Туш, сожженный во время Великой Французской революции; в 1990 году начаты работы по его восстановлению
- Церковь Святого Петра XV-XVII веков, перестроенная в середине XIX века
- Несколько особняков XV-XVII веков

## Экономика
Структура занятости населения:
- сельское хозяйство — 4,7 %
- промышленность — 20,5 %
- строительство — 10,2 %
- торговля, транспорт и сфера услуг — 26,6 %
- государственные и муниципальные службы — 37,9 %

Уровень безработицы (2017 год) — 11,5 % (Франция в целом — 13,4 %, департамент Атлантическая Луара — 11,6 %). 

Среднегодовой доход на 1 человека, евро (2017 год) — 20 120 (Франция в целом — 21 110, департамент Атлантическая Луара — 21 910).

## Демография
Динамика численности населения, чел.

## Администрация
Пост мэра Нозе с 2014 года занимает Жан-Клод Провос (Jean-Claude Provost). На муниципальных выборах 2020 года возглавляемый им независимый список был единственным.
| Период | Период | Фамилия               | Партия                         | Примечания                            |
| ------ | ------ | --------------------- | ------------------------------ | ------------------------------------- |
| 1970   | 1989   | Жан Гион              | Разные правые                  | член Генерального совета департамента |
| 1989   | 1995   | Поль Лоньоне          |                                |                                       |
| 1995   | 2004   | Кристиан де Гранмезон | Союз за французскую демократию |                                       |
| 2004   | 2014   | Тереза Авриль         | Новый центр                    |                                       |
| 2014   |        | Жан-Клод Провос       | Разные правые                  |                                       |

## Города-побратимы
- Бротон, Великобритания

## Галерея

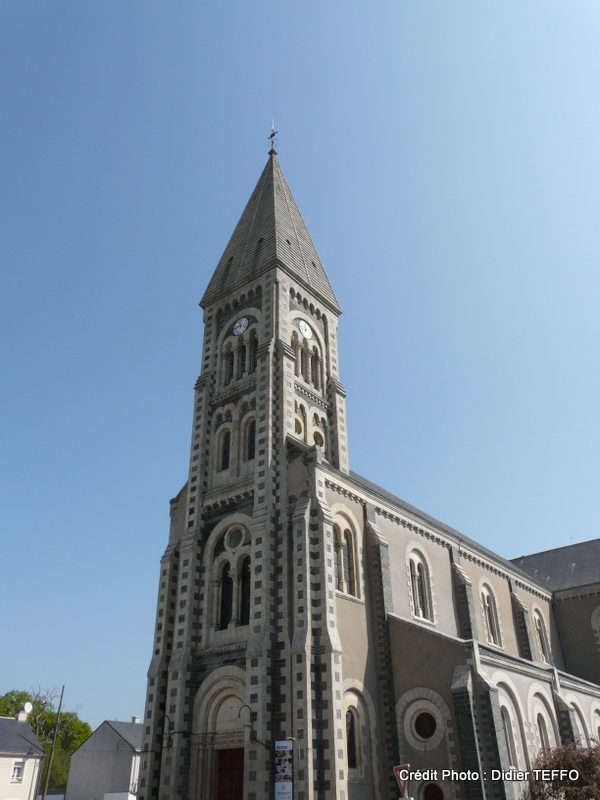
Церковь Святого Петра
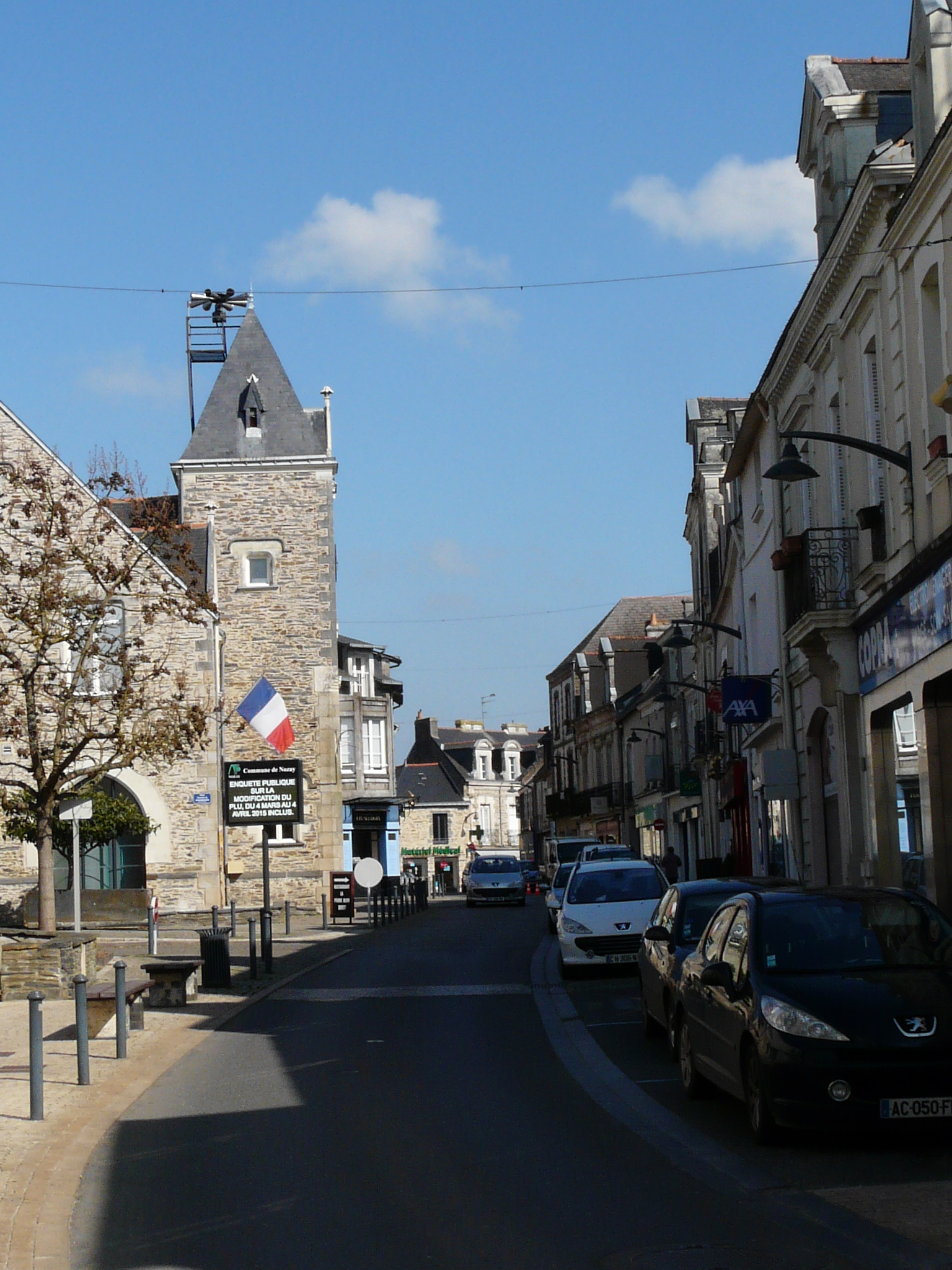
Улица Алексиса Летурно
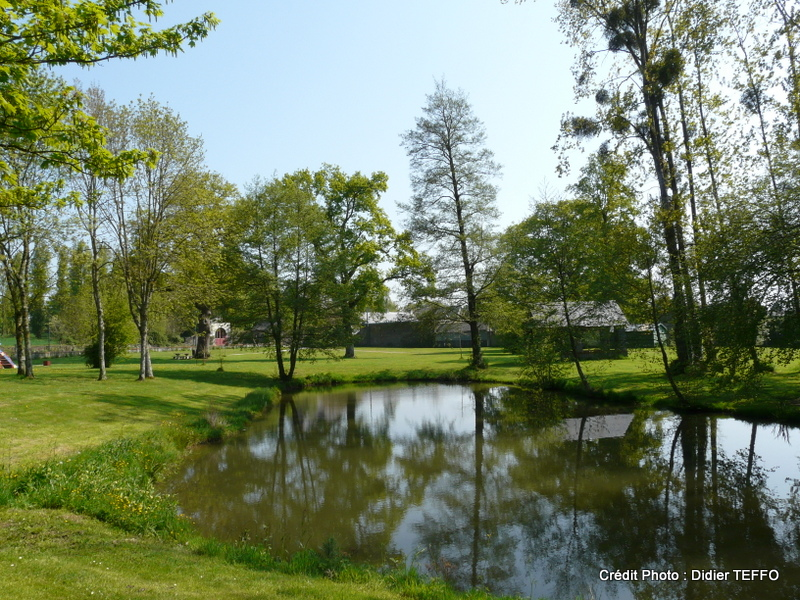
Городской парк